# Martin Tomovski
Martin Tomovski (mazedonisch Мартин Томовски; * 10. Juli 1997 in Skopje) ist ein nordmazedonischer Handballspieler, der für die SG BBM Bietigheim spielt und für die nordmazedonische Handballnationalmannschaft aufläuft.

## Karriere
Tomovski nahm mit dem mazedonischen Verein RK Metalurg Skopje an der EHF Champions League teil. Im Sommer 2019 wechselte er zum deutschen Bundesligisten TSG Friesenheim. Ab dem Sommer 2021 stand er beim nordmazedonischen Erstligisten RK Vardar Skopje unter Vertrag. Mit Vardar gewann er 2022 den nordmazedonischen Pokal und die Meisterschaft. In der Saison 2024/25 stand er beim Bundesligaaufsteiger 1. VfL Potsdam unter Vertrag. Nach dem Abstieg am Ende der Saison verließ er Potsdam und schloss sich dem Mitabsteiger SG BBM Bietigheim an.
Tomovski gehört dem Kader der nordmazedonischen Nationalmannschaft an. Mit Nordmazedonien nahm er an der Weltmeisterschaft 2021 teil. Im Turnierverlauf parierte er 24 von 85 Würfen. Er stand im Kader für die Europameisterschaft 2024 und belegte mit Nordmazedonien den 17. Platz.